# Йоси, Кристиан
Кристиан Йоси (Жози) (нидерл. Christiaan Josi; 1768—1828) — голландский гравёр, издатель гравюр и торговец произведениями искусства.

## Биография
Йоси происходил из семьи торговцев из Утрехта. Учился в Лондоне у Джона Рафаэля Смита и, возможно, у Ф. Бартолоцци. С 1795 года работал в Амстердаме.
Сотрудничал с гравёром и коллекционером Плоосом ван Амстелом, возможно, его родственником, и унаследовал его художественную коллекцию. В 1810 году Йоси составил каталог офортов Рембрандта. Он также является автором сочинения «О состоянии искусства в Нидерландах вчера и сегодня», в котором впервые изложены все известные в то время сведения о выдающемся голландском живописце Вермеере Делфтском.
Гравюра Йоси с портретом короля Нидерландов Вильгельма I хранится в Национальной портретной галерее в Лондоне.